# Parti nationaliste et conservateur
Le Parti Nationaliste et Conservateur (en turc : 44Milliyetçi ve Muhafazakâr Parti44) était un parti politique turc nationaliste et conservateur, fondé en 2010 et dissous en 2013, remplacé par le Parti de l'élévation conservatrice. Le parti a obtenu 0,09 % des suffrages lors des élections législatives turques de 2011.